# Ditmar Danelius
Ditmar Danelius (* 27. Oktober 1906 in Berlin; † 20. Oktober 1997 ebendort) war ein deutscher kommunistischer Widerstandskämpfer gegen den Nationalsozialismus, KZ-Häftling, Kämpfer in der Résistance und Vorsitzender der Berliner Vereinigung der Verfolgten des Naziregimes (VVN).

## Leben
Danelius entstammte einer Berliner Arbeiterfamilie. Sein Vater war Bauklempner. Zusammen mit seinem jüngeren Bruder Gerhard Danelius wuchs er in Berlin auf. Nach dem Besuch der Volksschule erlernte er einen kaufmännischen Beruf und arbeitete als kaufmännischer Angestellter. Er trat 1931 in die Kommunistische Partei Deutschlands (KPD) ein. Nach der Machtübertragung an die NSDAP 1933 wurde er verhaftet. Nachdem er wieder freigelassen worden war, emigrierte er nach den Niederlanden, später nach Frankreich und setzte dort seine antifaschistische Arbeit fort. Seit 1936 war er Mitglied der Algerischen Kommunistische Partei (PCA) und Teil ihrer regionalen Leitung in Algier. 1939 wurde er verhaftet und zu einer Gefängnisstrafe verurteilt. Aus dem Gefängnis gelang ihm die Flucht. Nach einer erneuten Verhaftung wurde er zum Tode verurteilt, dann wurde die Strafe in lebenslanges Zuchthaus verwandelt. 1943 wurde er aus dem Zuchthaus entlassen und bekleidete anschließend erneut eine Funktion innerhalb der PCA in Algier.
Als die NS-Herrschaft beseitigt war, kehrte er 1948 in den Ostteil Berlins zurück und trat in die Sozialistische Einheitspartei Deutschlands (SED) ein. Zeitweilig war er 1. Sekretär der SED-Kreisleitung Berlin-Mitte und danach Mitarbeiter der SED-Landesleitung Groß-Berlin. Seine Erfahrungen im Widerstand gab er weiter durch seine Mitarbeit bei der geschichtspolitischen Erinnerungsarbeit. Von 1951 bis 1953 war er der Vorsitzende des Groß-Berliner Landesverbands der VVN. Von 1960 bis 1969 übernahm er die Funktion des 1. Sekretärs der Gesellschaft für Deutsch-Sowjetische Freundschaft (DSF) des Bezirksverbands Berlin und war Mitglied des Sekretariats des DSF-Zentralvorstandes.
1986 wurde er mit dem Vaterländischen Verdienstorden in Gold ausgezeichnet.
Seine Grabstätte befindet sich mit der seiner Ehefrau Lucette (1922–2016) in der Gräberanlage für Opfer des Faschismus und Verfolgte des Naziregimes des Zentralfriedhofs Friedrichsfelde.